# Supharada Kisskalt
Supharada Anya Kisskalt (27 de febrero de 2002) es una deportista alemana que compite en taekwondo.
En los Juegos Europeos de Cracovia 2023 consiguió una medalla de bronce en la categoría de –49 kg. Ganó medalla de bronce en el Campeonato Europeo de Taekwondo de 2024, en la misma categoría.

## Palmarés internacional
| Juegos Europeos    | Juegos Europeos         | Juegos Europeos   | Juegos Europeos |
| Año                | Lugar                   | Medalla           | Categoría       |
| ------------------ | ----------------------- | ----------------- | --------------- |
| 2023               | Krynica-Zdrój (Polonia) | Medalla de bronce | –49 kg          |
| Campeonato Europeo |                         |                   |                 |
| Año                | Lugar                   | Medalla           | Categoría       |
| 2024               | Belgrado (Serbia)       | Medalla de bronce | –49 kg          |